# Fogo (Kaapverdië)
Fogo is een vulkanisch eiland van Kaapverdië. Er wonen 37.701 mensen (2010).

## Geografie

### Plaatsen op het eiland
Het eiland Fogo zelf is voor statistische doeleinden opgedeeld in de volgende plaatsen:
| - Achada Furna - Achada Grande - Achada Mentirosa - Achada Poio - As Hortas - Atalaia - Baluarte - Brandão - Cabeça Do Monte - Cabeça Fundão - Campanas Baixo - Campanas Cima - Chã das Caldeiras - Chã De Monte - Cidade Da Igreja - Cidade De Cova Figueira - Cidade De São Filipe - Corvo - Cova Feijoal - Curral Grande - Curral Ochô | - Cutelo - Cutelo Alto - Domingo Lobo/Maria Da Cruz - Estancia Roque - Fajãnzinha Rural - Feijoal - Figueira Pavão - Fonte Aleixo - Forno - Galinheiro - Inhuco - Jardim - Lacaca - Lagariça - Lomba - Luzia Nunes - Mãe Joana - Miguel Gonçalves - Monte Grande - Monte Largo - Monte Tabor | - Monte Vermelho - Mosteiros Trás - Pai António - Patim - Pedro Homem - Pico Gomes - Ponta Verde - Relva - Ribeira Do Ilhéu - Ribeira Filipe - Roçadas - Rocha Fora - Salto - Santo António - São Domingos - São Jorge - Tinteira - Tongom/Piquinho - Velho Manuel - Vicente Dias |

### Landschap
Het hoogste punt van het eiland ligt op 2829 m (Mount Fogo). De inheemse naam voor deze vulkaan is Pico, en na de eruptie op 2 april 1995 ontstond een kleinere nieuwe vulkaan, die de naam Novo Pico kreeg, deze was 150 meter hoog.
Het eiland wordt gekenmerkt door een 9 km grote caldera. De caldera is gebarsten aan de oostelijke kant.

## Geschiedenis
Het eiland werd ontdekt door António Noli in 1460, en werd oorspronkelijk São Filipe, Portugees voor: Sint-Philip. Vaste bewoners kwamen op het eiland rond 1500. Maar pas in 1850 kwam de immigratie echt op gang. Het eiland had oorspronkelijk slavernij maar dit veranderde door de revolutie in Portugal in 1910. Er is een klein museum over slavernij op Fogo.

## Vervoer

### Luchtvaart
Op het eiland Fogo ligt zuidoosten van São Filipe ligt het Aeródromo de São Filipe (IATA GVSF, ICAO: SFL).

### Scheepvaart
Vanuit Sao Filipe kan met de boot Praia op het eiland Santiago en Furna op het eiland Brava worden bereikt.

### Vervoer met de bus
Op het eiland Fogo kan gebruik worden gemaakt van zogeheten aluguer-vervoer. Dit wordt uitgevoerd met autobusjes met circa 10 personen.

## Economie
Landbouw is op het eiland de hoofdactiviteit: bananen, koffie, papaja. Daarnaast worden meerdere wijnsoorten geproduceerd.

### Toerisme
De vulkaan Pico do Fogo en het het mooie natuurgebied rond de vulkaan zijn aanleiding om daar te wandelen.
De stad São Filipe is bekend om de sobrado's, oude Portugese huizen met op de begane grond een winkel en daarboven de woning.
Rond het eiland kan worden gevist op meerdere soorten. In het water zwemmen onder andere de blauwe marlijn, de tonijn, de wahoo, de haai en de zwaardvis.

## Afbeeldingen

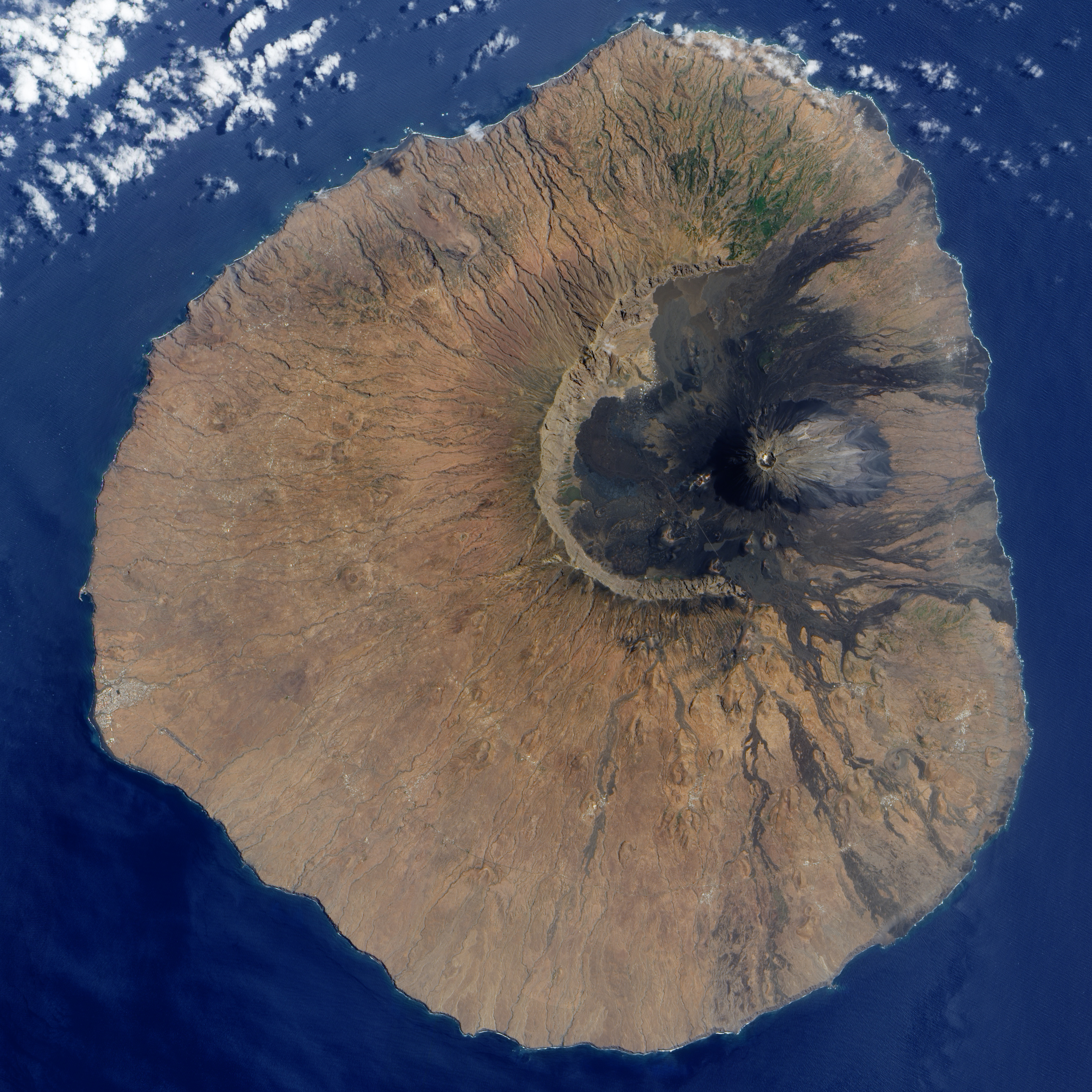
Satellietfoto
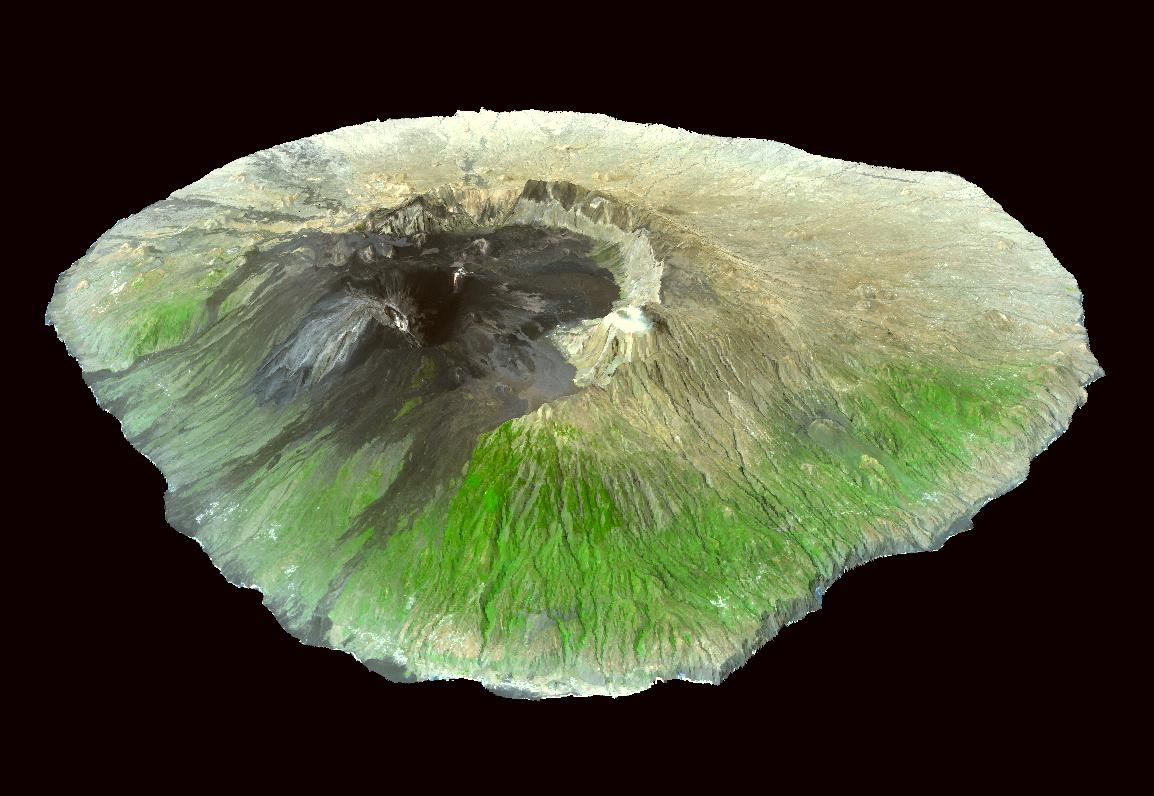
Satellietfoto perspectief

## Geboren
- Zé Luis (1991), voetballer